# VK Třebíč

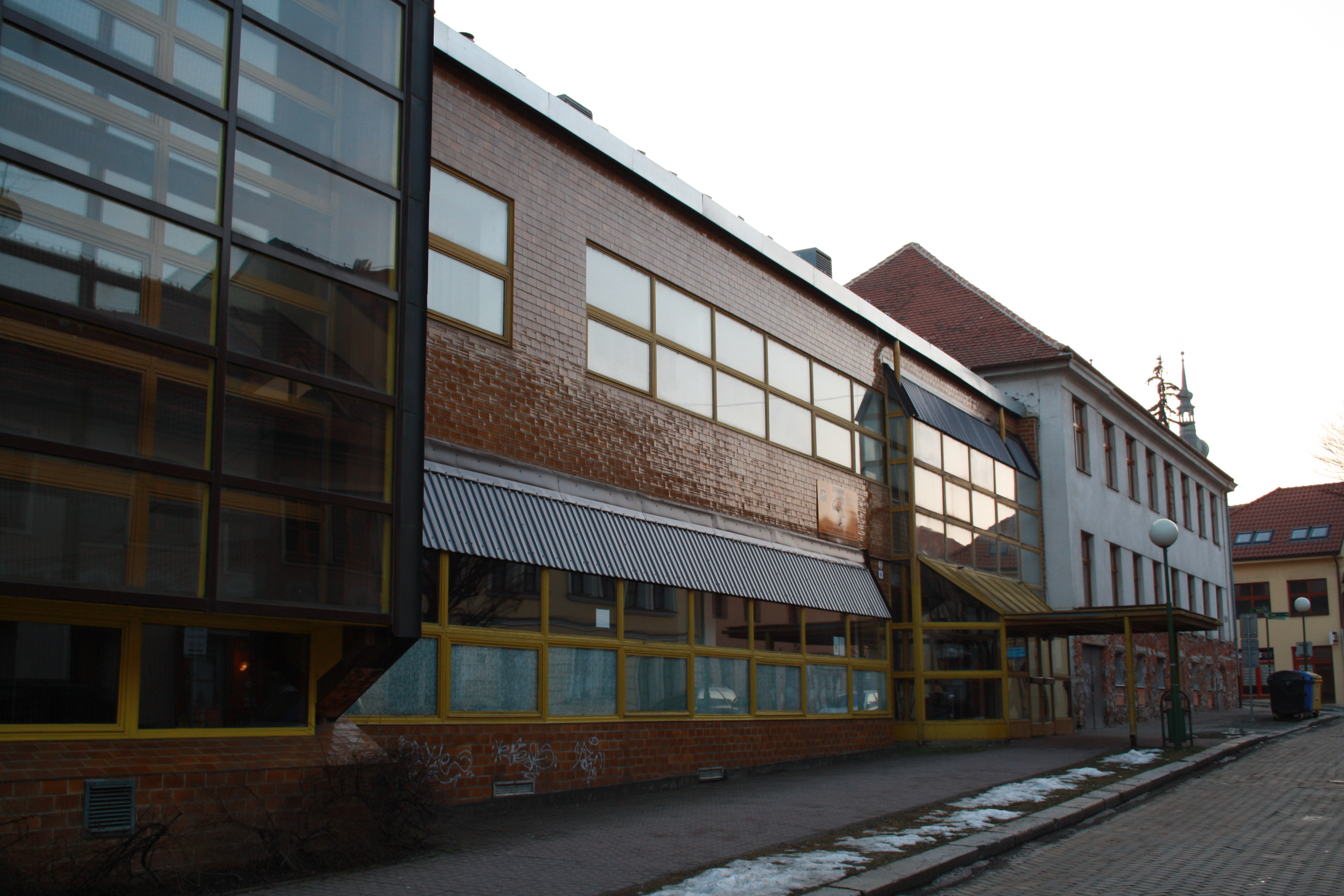
Volejbalová tělocvična OA Třebíč.

Volejbalový klub Třebíč (jinak též VK Třebíč), dříve také TJ OA Envinet Třebíč a TJ SEŠ Třebíč je třebíčský ženský volejbalový klub. Založen byl v roce 1979 ze školního kroužku volejbalu, který přešel pod TJ Spartak Třebíč.

## Týmy
- Ženy – trenér František Mikyska – hrají Krajský přebor Vysočiny
- Juniorky – trenér Jiří Obršlík – hrají Krajský přebor Vysočiny
- Kadetky – trenér Petr Fiala – hrají 1. ligu kadetek ČR
- Starší žačky
- Mladší žačky
- Mladší žáci
- Přípravka

## Historie
V roce 1979, se klub stal součástí TJ Spartak Třebíč, v roce 1985 přestupuje do TJ Rudá hvězda Třebíč, také jsou na ZŠ T. G. Masaryka v Třebíči založeny třídy se zaměřením na volejbal, v roce 1987 se ženský tým zúčastnil turnaje v NDR a obsadil 2. místo. Roku 1990 se družstvo přejmenovalo na TJ SEŠ Třebíč a o dva roky později na TJ OA Třebíč. V roce 1994 postoupily dorostenky do dorostenecké ligy. Sezóna roku 1994 byla úspěšná pro tým starších žaček, vyhrály ve švýcarském Lucernu. V sezóně 1996/1997 postoupily juniorky do 1. ligy ČR, roku 2000 starší žákyně získaly titul Sportovní kolektiv roku.
V roce 2020 tým volejbalistek ukončil svoji činnost, ta byla obnovena v roce 2022.

## Úspěchy
- 1987 – 2. místo žen na turnaji v Lipsku
- 1994 – dorostenky postoupily do dorostenecké ligy
- 1996 – juniorky postoupily do 1. ligy ČR
- 2000 – starší žákyně získaly 2. místo v Jihomoravském kraji a titul Sportovní kolektiv roku
- 2001 – dorostenky získaly 1. místo v Evropském poháru v italském Numaně
- 2001 – ženy postoupily do II. národní ligy ČR
- 2002 – kadetky postoupily do I. ligy, staly se přebornicemi Jihomoravského kraje
- 2002 – juniorky získaly 2. místo v I. lize
- 2002 – starší žákyně získaly 1. místo v Evropském poháru v italském Numaně
- 2002 – ženy získaly 2. místo v Evropském poháru v italském Numaně
- 2002 – kadetky získaly 2. místo v anketě Sportovní hvězda okresu Třebíč
- 2003 – mladší žákyně získaly 1. místo v anketě Sportovní hvězda okresu Třebíč a cenu Kolektiv roku
- 2003 – Alexandra Dimičová získala 1. místo v anketě Sportovní hvězda okresu Třebíč – kategorie Talent
- 2003 – Miroslava Hedvábná získala 1. místo v anketě Sportovní hvězda okresu Třebíč – kategorie trenér
- 2003 – juniorky získaly 3. místo v I. lize
- 2003 – mladší žákyně získaly 1. místo v Krajském přeboru Vysočiny, Jihomoravském poháru a v mistrovství republiky sportovních tříd se zaměřením na volejbal dívek
- 2004 – získaly kadetky 6. místo v I. lize
- 2004 – starší žákyně získaly 1. místo v Krajském poháru, Jihomoravském poháru, Evropském poháru v Numaně a získaly 3. místo v mistrovství republiky sportovních tříd se zaměřením na volejbal dívek
- 2005 – mladší žákyně získaly 7. místo v Jihomoravském poháru
- 2006 – kadetky získaly 1. místo v I. lize ČR
- 2006 – juniorky získaly 2. místo v Krajském přeboru vysočiny

## Výsledky v posledních sezónách

### Ženy
| sezóna    | soutěž                  | pořadí   | poznámka |
| --------- | ----------------------- | -------- | -------- |
| 2010–2011 | Krajský přebor Vysočiny | N/A      |          |
| 2009–2010 | Krajský přebor Vysočiny | 4. místo |          |
| 2008–2009 | Krajský přebor Vysočiny | 3. místo |          |
| 2007–2008 | Krajský přebor Vysočiny | 5. místo |          |

### Juniorky
| sezóna    | soutěž                  | pořadí   | poznámka |
| --------- | ----------------------- | -------- | -------- |
| 2010–2011 | 1. liga ČR              | N/A      |          |
| 2009–2010 | Krajský přebor Vysočiny | 5. místo |          |
| 2008–2009 | 1. liga ČR              | 4. místo |          |
| 2007–2008 | 1. liga ČR              | 9. místo |          |